# Atholus cycloides
Atholus cycloides är en skalbaggsart som först beskrevs av Louis Burgeon 1939.  Atholus cycloides ingår i släktet Atholus och familjen stumpbaggar. Inga underarter finns listade i Catalogue of Life.